# Departamentul Granada
Departamentul Granada este una dintre cele 17  unități administrativ-teritoriale de gradul I  ale statului  Nicaragua. Are o populație de 168.186 locuitori (2005). Reședința sa este orașul Granada.